# HSBC Women’s Champions
Le HSBC Women’s Champions est un tournoi professionnel de golf féminin du circuit de la LPGA qui se dispute à Singapour. Créé en 2008, le tournoi se dispute à « Tanah Merah Country Club » depuis sa création. Le tournoi est sponsorisé par HSBC (groupe bancaire) depuis sa création après qu'il a sponsorisé l'ancien tournoi le championnat du monde féminin de match-play entre 2006 et 2007.

## Histoire
En 2008 et 2009, soixante-dix-huit golfeuses prennent part au tournoi en fonction du classement mondial, des victoires en tournois et autres critères. Le total des gains s'élève alors à 2 000 000 dollars dont 300 000 dollars pour la gagnante. En 2010, le tournoi est disputé par soixante golfeuses et le total des gains baisse à 1 300 000 dollars. Il n'y a pas de cut. Le tournoi se joue sur 72 trous. En 2014 ce tournoi connaît un final mémorable avec un playoff entre l'américaine Paula Creamer et l'espagnole Azahara Munoz. L'américaine va s'imposer, lors du second trou de playoff, en signant un très long putt, de plus de 22 mètres, en négociant les deux plateaux du green du 18. En raison de la pandémie Covid-19, le tournoi fut annulé en 2020. Il fut, à nouveau inscrit au calendrier du LPGA Tour, en 2021 avec un champ de 69 joueuses, toujours sans Cut. Lors de l'édition 2022, 66 joueuses étaient inscrites, dont deux françaises.

## Palmarès
| Année | Vainqueur        | Gains vainqueur ($) | Gains totaux ($) |
| ----- | ---------------- | ------------------- | ---------------- |
| 2008  | Lorena Ochoa     | 300 000 $           | 2 000 000 $      |
| 2009  | Jiyai Shin       | 300 000 $           | 2 000 000 $      |
| 2010  | Ai Miyazato      | 195 000 $           | 1 300 000 $      |
| 2011  | Karrie Webb      | 210 000 $           | 1 400 000 $      |
| 2012  | Angela Stanford  | 210 000 $           | 1 400 000 $      |
| 2013  | Stacy Lewis      | 210 000 $           | 1 400 000 $      |
| 2014  | Paula Creamer    | 210 000 $           | 1 400 000 $      |
| 2015  | Inbee Park       | 210 000 $           | 1 400 000 $      |
| 2016  | Jang Ha-na (en)  | 225 000 $           | 1 500 000 $      |
| 2017  | Inbee Park (2)   | 225 000 $           | 1 500 000 $      |
| 2018  | Michelle Wie     | 225 000 $           | 1 500 000 $      |
| 2019  | Park Sung-hyun   | 225 000 $           | 1 500 000 $      |
| 2020  | Annulé           |                     |                  |
| 2021  | Kim Hyo-joo      | 240 000 $           | 1 600 000 $      |
| 2022  | Ko Jin-young     | 255 000 $           | 1 700 000 $      |
| 2023  | Ko Jin-young (2) | 270 000 $           | 1 800 000 $      |
| 2024  | Hannah Green     | 270 000 $           | 1 800 000 $      |
| 2025  | Lydia Ko         | 360 000 $           | 2 400 000 $      |